# Isla de Itacuruçá
Isla de Itacuruçá (en portugués: Ilha de Itacuruçá) es una isla situada entre los municipios de Mangaratiba e Itaguaí, en el estado de Río de Janeiro, al sur de Brasil.
Posee cerca de 994 hectáreas y veintiséis kilómetros de perímetro. Se trata de un lugar ideal para camitas ecológicas y paseos náuticos, donde varias operadoras de ecoturismo hacen actividades en la isla, que posee además algunos hoteles y posadas. Se localiza a aproximadamente una hora de la ciudad de Río de Janeiro. Posee varias embarcaciones de turismo y marinas.